# Elies II del Maine
Elies II del Maine († 15 de gener de 1151) fou el fill petit de Folc V d'Anjou i la seva primera dona Ermengarda del Maine, filla d'Elies I del Maine. Hi ha un debat històric sobre si va ser mai comte del Maine.
És possible, però poc probable, que el seu pare deixés el comtat del Maine al seu fill gran, Jofré V d'Anjou, governador d'Anjou, del Maine i de Touraine. Elies es va rebel·lar el 1145, però fou capturat i empresonat indefinidament pel seu germà. Joan de Marmoutier, escrivint a la dècada de 1170, estableix que Jofré V va alliberar Elies, però que va morir de febre. Hi ha poques fonts que citen Elies com a comte del Maine.
Es va casar amb Felipa, filla de Rotrou III de Perche. La seva filla, Beatriu, es va casar amb Joan d'Alençon, amb qui va tenir descendència.
| Precedit per: Jofré V | Comte del Maine 1151 | Succeït per: Enric II |